# Triphleba darlingtoni
Triphleba darlingtoni är en tvåvingeart som först beskrevs av Borgmeier 1966.  Triphleba darlingtoni ingår i släktet Triphleba och familjen puckelflugor. Inga underarter finns listade i Catalogue of Life.